# کریخنوو
کریخنوو (به چکی: Krychnov) یک منطقهٔ مسکونی در جمهوری چک است که در ناحیه کولین واقع شده‌است. کریخنوو ۲٫۵۸ کیلومتر مربع مساحت و ۱۰۰ نفر جمعیت دارد.